# Julio Cesar Miranda
Julio Cesar Miranda (* 19. Mai 1980 in Veracruz, Mexiko) ist ein mexikanischer Boxer im Fliegengewicht. Er wird von Lorenzo Lopez trainiert.

## Profikarriere
Im Jahre 2000 begann er erfolgreich seine Profikarriere. Am 12. Juni 2010 boxte er gegen Richie Mepranum um die WBO-Weltmeisterschaft und gewann durch technischen K. o. in Runde 5. Diesen Gürtel verteidigte er insgesamt dreimal und verlor ihn im Juli des darauffolgenden Jahres an Brian Viloria nach Punkten.